# San Miguel (Leyte)
San Miguel è una municipalità di quinta classe delle Filippine, situata nella Provincia di Leyte, nella Regione di Visayas Orientale.
San Miguel è formata da 21 baranggay:
- Bagacay
- Bahay
- Bairan
- Cabatianuhan
- Canap
- Capilihan
- Caraycaray
- Cayare (West Poblacion)
- Guinciaman
- Impo
- Kinalumsan
- Libtong (East Poblacion)
- Lukay
- Malaguinabot
- Malpag
- Mawodpawod
- Patong
- Pinarigusan
- San Andres
- Santa Cruz
- Santol